# Carlos Gómez (Fußballspieler, 1992)
Carlos Alfredo Gómez Astudillo (* 14. Februar 1992 in Santiago) ist ein chilenischer Fußballspieler, der als Mittelfeldspieler eingesetzt wird.

## Karriere
Carlos Gómez trat im Alter von zehn Jahren dem Nachwuchsbereich vom CD Cobreloa in Santiago bei. 2009 zog er nach Calama, wo er am 31. Oktober 2010 sein Profidebüt in der Primera División feierte. In der Partie gegen Santiago Morning wurde er für Alejandro Kruchowski eingewechselt. Nach mehreren Jahren bei Cobreloa, zuletzt in der Primera B bis zur ersten Saisonhälfte 2016, wechselte er für die Spielzeit 2016/17 in die Primera División zu Unión Española. In der zweiten Hälfte des Jahres 2017 lief er in derselben Liga für Deportes Iquique auf.
2018 kehrte Gómez zu Santiago Morning zurück, nachdem er bereits leihweise in der Saison 2014/15 für den Klub in der Primera B gespielt hatte. 2019 folgte ein Leihgeschäft zum bolivianischen Verein Bolívar, mit dem er die Meisterschaft Apertura 2019 gewann. Im März 2022 stand ein Wechsel zum argentinischen Klub Ferro General Pico im Raum, doch Gómez entschied sich dagegen und unterschrieb stattdessen beim bolivianischen Verein Destroyers, für den er in der Copa Simón Bolívar auflief.
Zurück in Chile schloss er sich 2023 Fernández Vial in der Segunda División Profesional de Chile an. Anfang 2024 wechselte er zu San Antonio Unido.

## Erfolge
Bolívar
- Liga de Fútbol Profesional Boliviano: 2019-A